# 西里幸喜
西里 幸喜（にしざと こうき、1968年4月21日 - ）は、熊本県熊本市出身の元プロ野球選手（内野手）。

## 経歴・人物
地元・熊本県の強豪校である熊本工業高に進学するつもりだったが、福岡県・柳川高の福田監督の誘いもありそちらに進学。
1986年は、県大会打率.438を記録。同年オフに、ドラフト外で阪神タイガースに入団。高校通算13本塁打。荒削りだが長打力があり、「九州の清原」と呼ばれ、阪神の次代を担う選手として期待された大型の一塁手だった。186cmと大柄の割には脚も速かった。高校同期に樽見金典、西村英嗣の両投手がいた。
1987年は、二軍で24試合に出場し、打率.150、1打点。
1988年は、3月の教育リーグでスタメン出場するも、一軍公式戦での出場はなし。二軍では35試合に出場し、打率.203、2打点。また、同年8月30日、対南海ホークス戦において左第1中手骨を骨折し、全治6週間。秋季キャンプを棒に振った。
1989年も一軍公式戦への出場がなく、二軍でも9試合の出場に留まり、打率.143。オフに自由契約となり、現役を引退した。
明るく声も大きく、二軍ベンチの野次将軍として人気があった。
引退後は、掛布企画を経て熊本市九品寺で鮮魚店を営む傍ら、藤崎八旛宮秋季例大祭の奉納団体である随兵蛇の目會の会長代行を務めている。

## 詳細情報

### 年度別打撃成績
- 一軍公式戦出場なし

### 背番号
- 63（1987年 - 1989年）